# العلاقات الروسية الكوبية
العلاقات الروسية الكوبية هي العلاقات الثنائية التي تجمع بين روسيا وكوبا.

## مقارنة بين البلدين
هذه مقارنة عامة ومرجعية للدولتين:
| وجه المقارنة                                              | روسيا                                   | كوبا                              |
| --------------------------------------------------------- | --------------------------------------- | --------------------------------- |
| المساحة (كم2)                                             | 17.08 مليون                             | 109.88 ألف                        |
| عدد السكان (نسمة)                                         | 146.80 مليون                            | 11.48 مليون                       |
| الكثافة السكانية (ن./كم²)                                 | 8.59                                    | 104.48                            |
| العاصمة                                                   | موسكو                                   | هافانا                            |
| اللغة الرسمية                                             | اللغة الروسية                           | اللغة الإسبانية                   |
| العملة                                                    | روبل روسي                               | بيزو كوبي، بيزو كوبي قابل للتحويل |
| الناتج المحلي الإجمالي (بليون دولار)                      | 1.58 تريليون                            | 87.13 مليار                       |
| الناتج المحلي الإجمالي (تعادل القوة الشرائية) بليون دولار | 3.69 تريليون                            |                                   |
| الناتج المحلي الإجمالي الاسمي للفرد دولار أمريكي          | 9.09 ألف                                |                                   |
| الناتج المحلي الإجمالي للفرد دولار أمريكي                 |                                         |                                   |
| مؤشر التنمية البشرية                                      | 0.798                                   | 0.769                             |
| رمز المكالمات الدولي                                      | +7                                      | +53                               |
| رمز الإنترنت                                              | .ru، .рф، .рус ‏، .su                    | .cu                               |
| المنطقة الزمنية                                           | Magadan Time ‏، ت ع م+02:00، ت ع م+12:00 | 00                                |

## مدن متوأمة
في ما يلي قائمة باتفاقيات التوأمة بين مدن روسية وكوبية:
- ترتبط تشيبوكساري مع سانتا كلارا باتفاقية توأمة منذ 2003.
- ترتبط سانت بطرسبرغ مع هافانا باتفاقية توأمة منذ 2 أكتوبر 1967.

## منظمات دولية مشتركة
يشترك البلدان في عضوية مجموعة من المنظمات الدولية، منها:
| علم المنظمة | اسم المنظمة                   | تاريخ انضمام روسيا | تاريخ انضمام كوبا |
| ----------- | ----------------------------- | ------------------ | ----------------- |
|             | منظمة التجارة العالمية        | 22 أغسطس 2012      | ?                 |
|             | المنظمة الهيدروغرافية الدولية | ?                  | ?                 |
|             | منظمة حظر الأسلحة الكيميائية  | ?                  | ?                 |
|             | الأمم المتحدة                 | 24 أكتوبر 1945     | 24 أكتوبر 1945    |
|             | الاتحاد الدولي للاتصالات      | 1866               | 16 يناير 1918     |
|             | منظمة الشرطة الجنائية الدولية | 27 سبتمبر 1990     | ?                 |
|             | الاتحاد البريدي العالمي       | ?                  | ?                 |
|             | يونسكو                        | 21 أبريل 1954      | 29 أغسطس 1947     |

## وصلات خارجية
- موقع وزارة الخارجية الروسية
- موقع وزارة الخارجية الكوبية